# رخنه در خواب
رخنه در خواب یک فیلم مستند نیمه‌بلند به کارگردانی بکتاش آبتین و محصول تیر ۱۳۸۶ است که به زندگی و آثار شاعر آستارایی، منصور بنی‌مجیدی، می‌پردازد.
فیلم‌برداری این فیلم ۲۱ دقیقه‌ای را فرشید آذری به عهده داشته و تدوین آن بر عهدهٔ پناه‌برخدا رضایی بوده‌است.

## داستان
نام این فیلم برگرفته از نام یکی از مجموعه‌های شعرِ بنی‌مجیدی است که پس از مرگش  مرگش هرگز مجوز چاپ نگرفت و منتشر نشد.  و به زندگی خصوصی، سوابق شعری و اجتماعی، آثار و همچنین زمان بستری بودن او در بیمارستان (به علت ابتلا به سرطان) می‌پردازد. در این فیلم مصاحبه‌هایی با شاعرانی نظیر علیرضا پنجه‌ای، موسی بندری، علیرضا بندری، علیشاه مولوی، اکبر اکسیر و یزدان سلحشور صورت گرفته‌است.

## نمایش
رخنه در خواب در مرداد ۱۳۸۷ و پس از مرگ بنی‌مجیدی، در مراسم یادبود او در شهرهای آستارا و رشت به نمایش درآمد.